# Ford Model N
Ej att förväxla med Ford N-serie traktorer

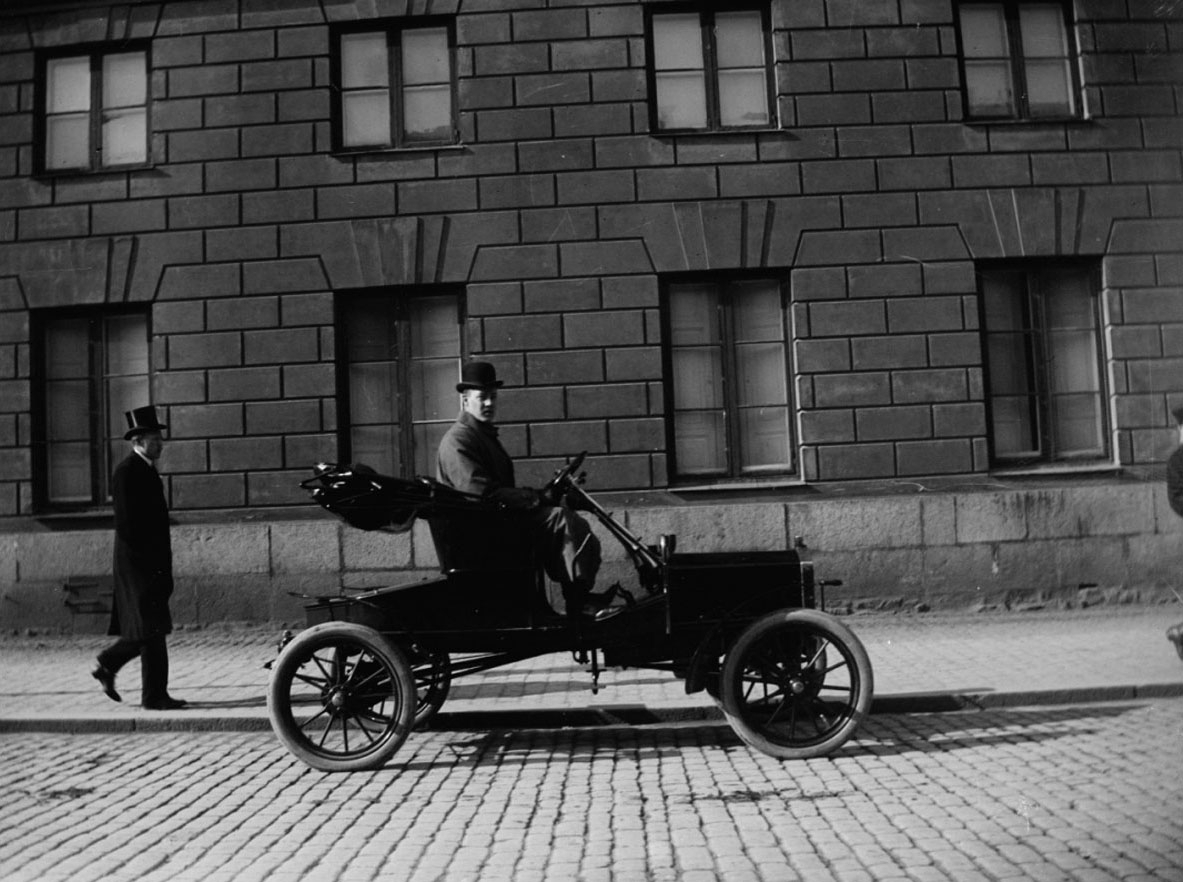
Adolf Östberg i en Ford Model N på Odengatan i Stockholm, 1906

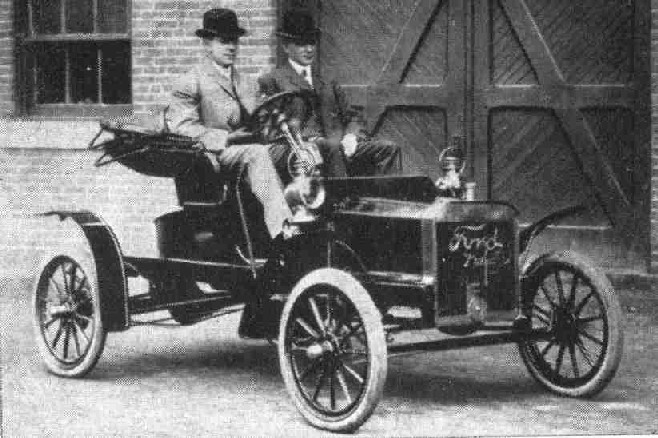
Henry Ford som kör en Model N framför fabriken på Piquette Avenue i Detroit, omkring 1906

Ford Model N är en personbilsmodell, som tillverkades av Ford Motor Company. Den lanserades 1906 som efterföljare till modellerna Ford Model A, Ford Model C och Ford Model F som bolagets billigare instegsmodell. Den byggdes vid fabriken på Piquette Avenue i Detroit.  
Model N skiljde sig från sina föregångare genom att ha en frontmonterad motor och ha fyra cylindrar. Den raka fyrtaktsmotorn hade en effekt på 15 hästkrafter. Bilen var framgångsrik, och 7.000 bilar tillverkades tills modellen lades ned 1908. Rödbrunt var den enda karossfärg som erbjöds.
Bilmodellen såldes i Sverige av Adolf Östberg som 1904-1908 var ensamförsäljare för Ford i Sverige.